# Gin tonic

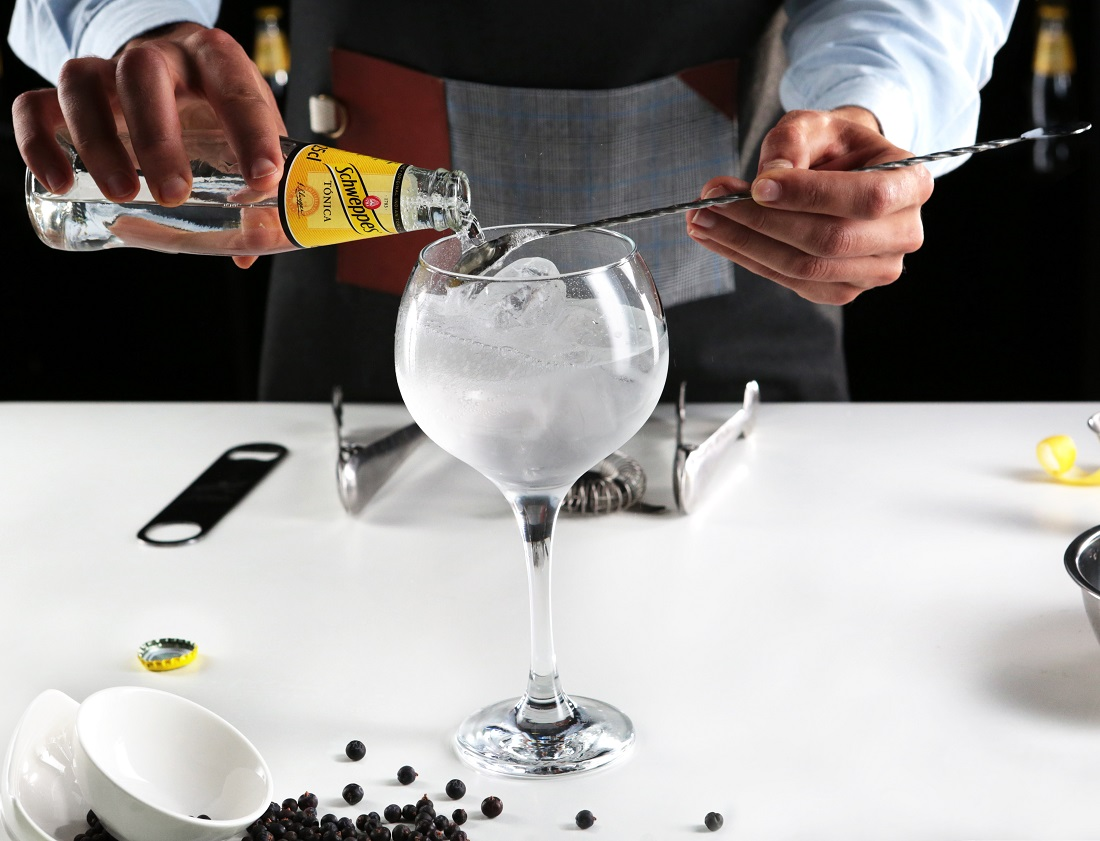
Gin and tonic elaborado con la tónica original Schweppes

La bebida denominada en inglés gin and tonic es un cóctel compuesto de ginebra y agua tónica servida con hielo, en unas proporciones sugeridas de 1:1, 1:2, 1:3 y 2:3. En otros países como Alemania, Argentina, Francia, Italia, México, Japón, Paraguay, Países Bajos y Turquía se refieren a ella como gin tonic. En países hispanohablantes se le llama gin-tonic, aunque en su uso en España se la considera una variación del gin and tonic tradicional servida con mayor cantidad de hielo y más aderezos acordes al tipo de ginebra utilizada y en copa balón, que permite apreciar más los aromas de la bebida.
La adaptación de gin-tonic al español sería 'yintónic', pero no está incluida en el DLE debido a que la RAE ha indicado en varias ocasiones que apenas tiene uso entre los hispanohablantes.

## Historia
En 1811, Johann Jacob Schweppe, joyero de origen alemán residente en la ciudad suiza de Ginebra, inventó un sistema eficaz con el que introducir burbujas de dióxido de carbono en el agua envasada en botellas. La compañía fundada por Schweppe, a la que éste puso su nombre, se estableció en Londres, capital europea de la época, donde hicieron furor primero el agua con gas y luego las sodas de frutas. No fue hasta 1873 cuando, a partir del extraordinario crecimiento que había tenido la producción de jarabes medicinales en la farmacia anglosajona, J. Schweppe & Co. tuvieron la idea de incluir quinina en la soda carbonatada de naranja para producir agua tónica Schweppes que conocemos ahora, una bebida que además de refrescante era un medicamento para combatir el paludismo. Esto ya era conocido por la Corona española años antes, cuyos soldados tomaban el jugo de la chinchona para mantenerse saludables en los trópicos.
Para celebrar las sucesivas victorias de las tropas británicas en la India, un alto oficial británico propuso añadirle ginebra a la tónica para fabricar un combinado alcohólico; no está claro si se escogió la ginebra por aludir a la ciudad donde residía Schweppe al inventar la tónica o si fue debido a las propiedades medicinales que desde la antigüedad se le han atribuido a la ginebra.

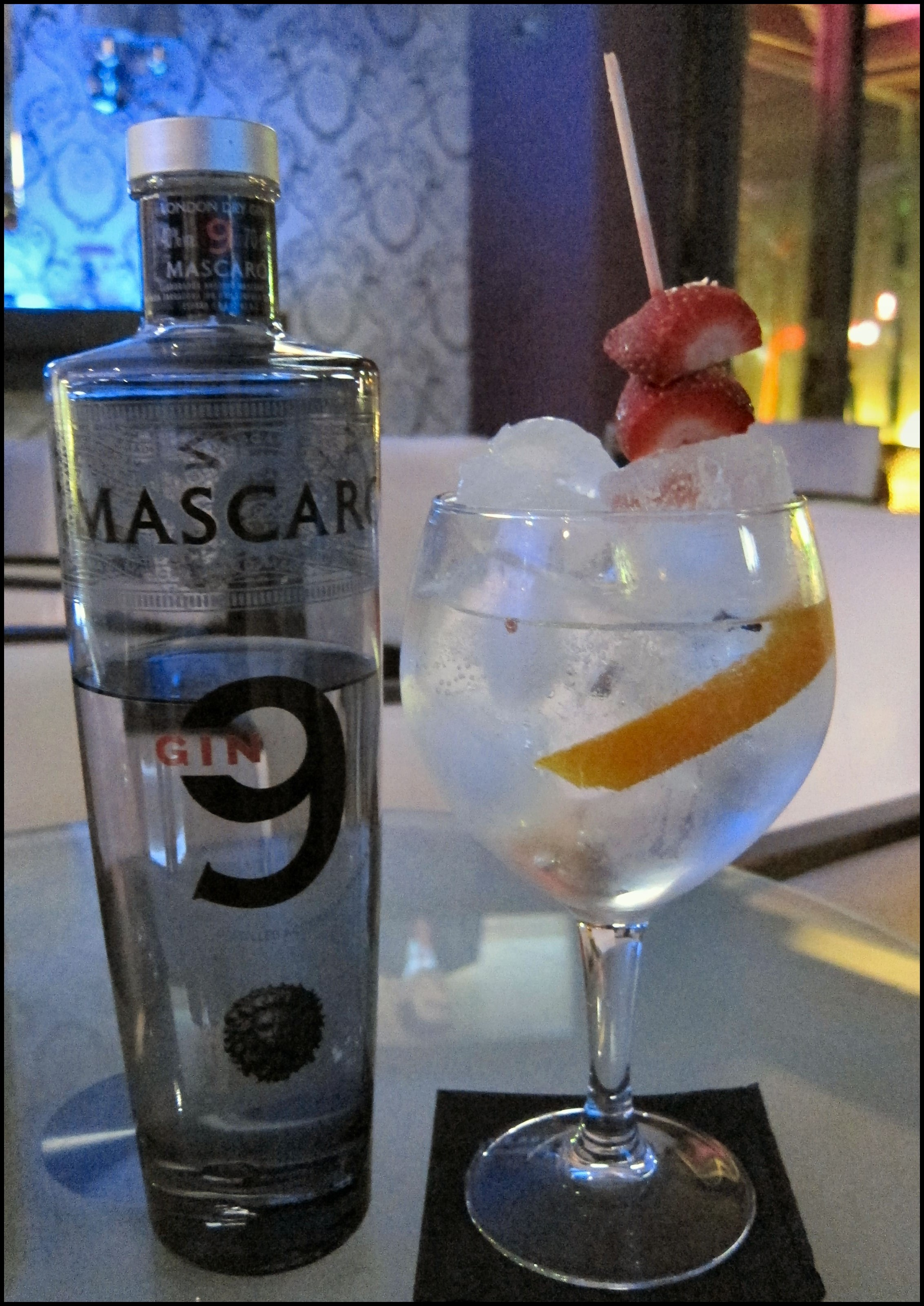
Un gin-tonic en España servido en una copa balón.

Otra versión del origen asegura que el combinado de ginebra con tónica nace precisamente debido a las propiedades de la quinina para combatir la malaria. Los soldados británicos desplazados a la India comenzaron a combinar la tónica con la ginebra para poder mejorar el sabor de la primera.
De esta manera comienza el gin and tonic, que rápidamente se extendió por todo el planeta.
Fundada en 2010, el Día Internacional del Gin & Tonic se celebra a nivel mundial el 19 de octubre.

### Limón
No se recomienda mezclar con zumo (jugo) de limón, pues el ácido cítrico presente en esta fruta reacciona con el anhídrido carbónico de la tónica dejando a ésta sin sus características burbujas y haciendo que el gin and tonic pierda su fuerza en breves minutos. Por este motivo sólo podemos decorarlo con la piel del cítrico, evitando el empleo de los zumos.
A pesar de esta recomendación, el agregado de zumo (jugo) de limón es una costumbre en varios países, en los cuales incluso se introduce una rodaja transversal de limón en la copa. Esta moda viene de la confusión del gin and tonic con el Tom Collins, otro cóctel para el que se emplea una variedad de ginebra denominada Old Tom, que contiene más azúcar.

## Información nutricional
La siguiente información nutricional se refiere a 100 ml de un gin and tonic elaborado con 5 cl de ginebra de 40 % de volumen de alcohol y 20 cl de tónica.[cita requerida]
- Energía: 73.6 kcal/100 ml
- Proteínas: 1.85 g
- Hidratos de carbono: 4.25 g
- Fibra: 0.00 g
- Ácidos grasos saturados: 0.00 g
- Ácidos grasos monoinsaturados: 0.00 g
- Ácidos grasos poliinsaturados: 0.00 g
- Colesterol: 0.00 mg
- Calcio: 31.45 mg
- Hierro: 0.00 mg
- Cinc: 0.00 mg
- Vitamina A: 3.70 µg
- Vitamina C: 63.60 mg
- Ácido fólico: 11.10 µg